# Madarász István (sportvezető)
Madarász István (1934. március 21. – 2010. október 12.) a Magyar Kézilabda-szövetség tiszteletbeli elnöke, főtitkára.

## Élete
1956-ban szerezte meg a mérnöki diplomáját a Budapesti Műszaki Egyetemen.
1957 - 1962, majd 1974 - 1992 között a Magyar Kézilabda-szövetség főtitkára volt.
1964-től 1974-ig az OTSH Módszertani Osztályának főelőadója volt.
1964-től a Nemzetközi Kézilabda-szövetség Végrehajtó Bizottságának, majd 1972-től az Orvosi és Tudományos Bizottságának elnöke. 1992-ben a Nemzetközi Kézilabda-szövetség, majd 1993-ban a Magyar Kézilabda-szövetség tiszteletbeli tagjává választották.Több szakkönyvet írt. Az európai szövetség mérkőzés ellenőreként tevékenykedett. Részt vett a játékvezetők továbbképzésében.
2010. október 12-én elhunyt. Október 18-án temették el a Farkasréti temetőben.